# El libre albedrío en la teología
El libre albedrío en teología es una parte importante del debate sobre el libre albedrío en general. Las religiones varían mucho en su respuesta al argumento estándar contra el libre albedrío y, por lo tanto, podrían apelar a cualquier número de respuestas a la paradoja del libre albedrío, la afirmación de que la omnisciencia y el libre albedrío son incompatibles.

## Visión general
A menudo se afirma que la doctrina teológica de la presciencia divina está en conflicto con el libre albedrío, sobre todo en círculos calvinistas: si Dios sabe exactamente lo que va a ocurrir (hasta cada elección que hace una persona), parecería que la "libertad" de estas elecciones se pone en entredicho.
Este problema está relacionado con el análisis que Aristóteles hace del problema de la batalla naval: mañana habrá o no habrá batalla naval. Según la Ley del Medio Excluido, parece haber dos opciones. Si habrá una batalla naval, parece que ya ayer era cierto que la habría. Por lo tanto, es necesario que se produzca la batalla naval. Si no la habrá, entonces, por un razonamiento similar, es necesario que no se produzca. Eso significa que el futuro, sea lo que sea, está completamente fijado por verdades pasadas: proposiciones verdaderas sobre el futuro (se llega a una conclusión determinista: las cosas no podrían haber sido de otra manera).
Sin embargo, algunos filósofos siguen a Guillermo de Ockham (c. 1287 – 1347) al sostener que la necesidad y la posibilidad se definen con respecto a un punto dado en el tiempo y a una matriz determinada de circunstancias empíricas, por lo que algo que es meramente posible desde la perspectiva de un observador puede ser necesario desde la perspectiva de un omnisciente. Algunos filósofos siguen a Filón al sostener que el libre albedrío es una característica del alma humana y, por tanto, que los animales no humanos carecen de libre albedrío.

## Defensas comunes
La filosofía judía subraya que el libre albedrío es un producto del alma humana intrínseca, utilizando la palabra neshama (de la raíz hebrea n.sh.m. o .נ.ש. מ que significa "aliento"), pero la capacidad de hacer una elección libre es a través de Yechida (de la palabra hebrea "yachid", יחיד, singular), la parte del alma que está unida a Dios,[cita requerida] el único ser que no está obstaculizado por o dependiente de causa y efecto (por lo tanto, la libertad de la voluntad no pertenece al reino de la realidad física, y se espera la incapacidad de la filosofía natural para dar cuenta de ella).
En el islam, la cuestión teológica no suele ser cómo conciliar el libre albedrío con la presciencia de Dios, sino con el jabr de Dios o poder divino de mando. al-Ash'ari desarrolló una forma de compatibilismo de "adquisición" o "doble agencia", en la que se afirmaban tanto el libre albedrío humano como el jabr divino, y que se convirtió en una piedra angular de la posición ash'ari dominante. En el islam chiita, la comprensión de Ash'aris de un equilibrio superior hacia la predestinación es cuestionada por la mayoría de los teólogos. El libre albedrío, según la doctrina islámica, es el principal factor de responsabilidad del hombre en sus actos a lo largo de la vida. Se dice que todas las acciones cometidas por el libre albedrío del hombre serán contadas en el Día del Juicio porque son suyas y no de Dios.
El filósofo Søren Kierkegaard afirmaba que la omnipotencia divina no puede separarse de la bondad divina. Como ser verdaderamente omnipotente y bueno, Dios podría crear seres con verdadera libertad sobre Dios. Además, Dios lo haría voluntariamente porque "el mayor bien... que se puede hacer por un ser, mayor que cualquier otra cosa que se pueda hacer por él, es ser verdaderamente libre". La defensa del libre albedrío de Alvin Plantinga es una expansión contemporánea de este tema, añadiendo cómo Dios, el libre albedrío y el mal son coherentes.

## Cristianismo

### En la Biblia
El consenso de los eruditos de renombre que se centran en el estudio del libre albedrío en el mundo antiguo son muy claras de que no se encuentra en la Biblia.
El principal estudioso del tema del libre albedrío en la Antigüedad, Michael Frede, observó que "la libertad y el libre albedrío no se encuentran ni en la Septuaginta ni en el Nuevo Testamento y deben haber llegado a los cristianos principalmente del estoicismo."
Frede escribió que no podía encontrar ni el lenguaje del libre albedrío ni siquiera una suposición de ello en el Nuevo Testamento o en el Antiguo Testamento griego. Según Frede, los primeros padres de la Iglesia seguramente desarrollaron su doctrina del libre albedrío a partir de los paganos.
Otro erudito de Oxford, el Dr. Alister McGrath, coincide plenamente con Frede: "El término 'libre albedrío' no es bíblico, sino que deriva del estoicismo. Fue introducido en el cristianismo occidental por el teólogo del siglo II Tertuliano".
El experto paulino, Troels Engberg-Pedersen, insiste inequívocamente en que "Pablo creía firmemente en la determinación divina como parte intrínseca de toda su concepción de Dios."

#### El argumento implícito
Sin embargo, muchos han argumentado un caso "implícito" para encontrar el libre albedrío en la Biblia. La fuente más fundamental de este caso radica en la caída en pecado de Adán y Eva que se produjo en su desobediencia "voluntariamente elegida" a Dios.
Algunos sostienen que "libertad" y "libre albedrío" pueden tratarse como uno solo porque los dos términos se utilizan comúnmente como sinónimos, sin embargo, hay desacuerdos generalizados en las definiciones de los dos términos. Debido a estos desacuerdos, el filósofo cristiano Mortimer Adler consideró que, para aclarar el tema, es necesario delinear tres tipos de libertad, a saber:
(1) La libertad circunstancial es la "libertad de coacción o restricción" que impide actuar como uno quiere.
- En la Biblia, la libertad circunstancial fue dada a los israelitas en El Éxodo de la esclavitud en Egipto.

(2) La libertad natural (también conocida como libertad volitiva) es la libertad de determinar las propias "decisiones o planes". La libertad natural es inherente a todas las personas, en todas las circunstancias, y "sin tener en cuenta ningún estado mental o carácter que puedan o no adquirir en el curso de sus vidas."
- Otros teólogos, paralelamente a Adler, consideran que toda la humanidad posee naturalmente la "libre elección de la voluntad".
- Sin embargo, en ninguna parte de la biblia se habla del "libre albedrío" como tal, solo sobre el libre ejercicio de la voluntad humana que es un concepto distinto y muchas veces sacado de contexto. El libre albedrío viene del estoicismo y no de la biblia.[aclaración requerida]

(3) La libertad adquirida es la libertad de "vivir como [uno] debe vivir", una libertad que requiere una transformación por la que una persona adquiere un "estado mental o carácter" recto, santo, saludable, etc. "estado de ánimo o carácter".
- La Biblia da testimonio de la necesidad de la libertad adquirida porque nadie "es libre para la obediencia y la fe mientras no se haya liberado del dominio del pecado." Las personas poseen libertad natural pero sus "elecciones voluntarias" sirven al pecado hasta que adquieren la libertad del "dominio del pecado." El Nuevo Diccionario Bíblico denota esta libertad adquirida para la "obediencia y la fe" como "libre albedrío" en un sentido teológico. Por lo tanto, en el pensamiento bíblico, una libertad adquirida de ser "esclavo del pecado" es necesaria "para vivir de acuerdo con los mandamientos de Jesús de amar a Dios y amar al prójimo."
- Jesús dijo a sus oyentes que necesitaban ser "verdaderamente libres" (Juan 8:36). "Libre de hecho [ontós]" significa "verdaderamente libre" o "realmente libre", como aparece en algunas traducciones. Ser hecho "libre en verdad" significa libertad de la "esclavitud al pecado". Esta libertad adquirida es "libertad para servir al Señor". Ser "libres de verdad" (es decir, la verdadera libertad) viene por "el cambio de nuestra naturaleza por parte de Dios" para liberarnos de ser "esclavos del pecado" y dotarnos de "la libertad de elegir ser justos".

Mark R. Talbot, un "teísta cristiano clásico", ve esta "libertad compatibilista" adquirida como la libertad que "las Escrituras describen como digna de tener".
El teísmo abierto niega que la compatibilista "libertad de elegir ser justo sin posibilidad de elegir otra cosa" del teísmo clásico pueda calificarse de verdadera libertad. Para el teísmo abierto, la verdadera libertad libertaria es la libertad incompatibilista. Independientemente de los factores, una persona tiene la libertad de elegir las alternativas opuestas. En palabras del teísta abierto William Hasker, respecto a cualquier acción siempre está "en el poder del agente realizar la acción y también en el poder del agente abstenerse de la acción". Aunque el teísmo abierto contradice en general la "libertad de elegir ser justo sin posibilidad de elegir otra cosa" del teísmo clásico, Hasker permite que Jesús poseyera y los humanos en el cielo poseerán esa libertad. En cuanto a Jesús, Hasker ve a Jesús como "un agente libre", pero también piensa que "no era realmente posible" que Jesús "abortara la misión". En cuanto al cielo, Hasker prevé que, como resultado de nuestra elección, seremos "incapaces de pecar" porque todos los impulsos pecaminosos habrán desaparecido.

### Católico romano
Hoy en día, los teólogos de la Iglesia Católica Romana aceptan universalmente la idea del libre albedrío, pero en general no consideran que el libre albedrío exista aparte de la gracia o en contradicción con ella. Según la Iglesia Católica Romana "Para Dios, todos los momentos del tiempo están presentes en su inmediatez. Por eso, cuando establece su plan eterno de "predestinación", incluye en él la respuesta libre de cada persona a su gracia". El Concilio de Trento declaró que "el libre albedrío del hombre, movido y excitado por Dios, puede con su consentimiento cooperar con Dios, que excita e invita a su acción; y que de este modo puede disponerse y prepararse para obtener la gracia de la justificación". La voluntad puede resistirse a la gracia si quiere. No es como una cosa sin vida, que permanece puramente pasiva. Debilitado y disminuido por la caída de Adán, el libre albedrío no está, sin embargo, destruido en la raza (Sess. VI, cap. i y v)."
Durante la época de los jesuitas originales, surgió un movimiento en el catolicismo llamado jansenismo, que contradecía la enseñanza de los jesuitas sobre el libre albedrío. El filósofo francés Blaise Pascal era partidario de esta teología. No hay seguidores modernos del jansenismo.
San Agustín y Santo Tomás de Aquino escribieron extensamente sobre el libre albedrío, centrándose Agustín en la importancia del libre albedrío en sus respuestas a los maniqueos, y también en las limitaciones de un concepto de libre albedrío ilimitado como negación de la gracia, en sus refutaciones a Pelagio.
Negando la enseñanza católica romana, Juan Duns Escoto afirmó que "la voluntad creada actúa sólo por razones internas, y por lo tanto contingentemente en todas las circunstancias", incluso en el Cielo, "independientemente de la perfección del objeto presentado por el intelecto." Por el contrario, la doctrina católica romana afirma que, cuando el objeto propio de la voluntad -que es Dios- se conoce con suficiente claridad en la vida de ultratumba, entonces "la perpetuidad" del acto del libre albedrío es necesaria y "en el Cielo está garantizada por la ausencia de razón para que la voluntad quiera otra cosa".
El Catecismo de la Iglesia Católica Romana afirma que "la libertad es el poder, enraizado en la razón y la voluntad". Continúa diciendo que "Dios creó al hombre como un ser racional, confiriéndole la dignidad de una persona que puede iniciar y controlar sus propias acciones. Dios quiso que el hombre fuera 'dejado en manos de su propio consejo', para que pudiera por sí mismo buscar a su Creador y alcanzar libremente su plena y bendita perfección adhiriéndose a Él."" La sección concluye con el papel que desempeña la gracia: "Por obra de la gracia, el Espíritu Santo nos educa en la libertad espiritual para hacernos colaboradores libres de su obra en la Iglesia y en el mundo."
Los puntos de vista del cristianismo latino reformado sobre el libre albedrío y la gracia a menudo se contraponen a la predestinación en el cristianismo protestante reformado, especialmente después de la Contrarreforma, pero para comprender las diferentes concepciones del libre albedrío es igual de importante comprender las diferentes concepciones de la naturaleza de Dios, centrándose en la idea de que Dios puede ser todopoderoso y omnisciente aunque las personas sigan ejerciendo el libre albedrío, porque Dios trasciende el tiempo.
La encíclica papal sobre la libertad humana, Libertas Praestantissimum  del Papa León XIII (1888), parece dejar sin resolver la cuestión de la relación entre el libre albedrío y el determinismo: si la noción correcta es la compatibilista o la libertaria. Las citas que apoyan el compatibilismo incluyen la de St. Tomás (nota 4) cerca del final del párrafo 6, relativa a la causa del mal ("Considerando que, cuando peca, actúa en oposición a la razón, es movido por otro, y es víctima de extrañas apreciaciones erróneas"), y un passus similar que sugiere una función natural, de causa y efecto, de la voluntad humana ("armonía con sus inclinaciones naturales", "Creador de la voluntad", "por quien todas las cosas son movidas conforme a su naturaleza") cerca del final del párrafo 8 (al considerar el problema de cómo la gracia puede tener efectos sobre el libre albedrío). Por otra parte, el libertarismo metafísico -al menos como una especie de posibilidad de invertir la dirección de la propia actuación- queda sugerido por la referencia al conocido término filosófico libertad metafísica al principio del apartado 3 y, en cierta medida, por una comparación contrapuesta de los animales, que siempre actúan "por necesidad", con la libertad humana, mediante la cual uno puede "actuar o no actuar, hacer esto o aquello".
En algunos documentos papales, sobre todo del siglo XX, se puede encontrar una crítica que parece apoyar más o menos las opiniones populares incompatibilistas; sin embargo, no se puede encontrar allí ninguna condena explícita del determinismo causal en su forma más genérica. Más a menudo, estos documentos se centran en la condena del fisicalismo/materialismo y en subrayar la importancia de la creencia en el alma, como sustancia indivisible no física dotada de intelecto y voluntad, que decide el proceder humano de forma (quizá imprecisa).

### Cristianismo ortodoxo

#### Ortodoxos orientales
El concepto de libre albedrío también es de vital importancia en las Iglesias orientales (o no calcedonianas), las que están en comunión con la Iglesia Ortodoxa Copta de Alejandría. As in Judaism, free will is regarded as axiomatic. Se considera que cada uno puede elegir libremente en qué medida seguirá su conciencia o su arrogancia, ya que estas dos han sido designadas para cada individuo. Cuanto más se sigue la propia conciencia, más se obtienen buenos resultados, y cuanto más se sigue la propia arrogancia, más se obtienen malos resultados. Seguir sólo la propia arrogancia se asemeja a veces a los peligros de caer en un pozo mientras se camina en plena oscuridad, sin la luz de la conciencia para iluminar el camino. Doctrinas muy similares han encontrado también expresión escrita en el "Manual de Disciplina" de los Rollos del Mar Muerto, y en algunos textos religiosos que poseían los judíos Beta Israel de Etiopía.
La Iglesia Ortodoxa Oriental (o de Calcedonia) propugna una creencia diferente a la de los protestantes luteranos, calvinistas y arminianos. La diferencia está en la interpretación del pecado original, también conocido como "pecado ancestral", en el que los ortodoxos no creen en la depravación total. Los ortodoxos rechazan la opinión pelagiana de que el pecado original no dañó la naturaleza humana; aceptan que la naturaleza humana está depravada, pero a pesar de la caída del hombre la imagen divina que lleva no ha sido destruida.
La Iglesia Ortodoxa sostiene la enseñanza de la sinergia (συνεργός, que significa trabajar juntos), que dice que el hombre tiene la libertad de, y debe si quiere salvarse, elegir aceptar y trabajar con la gracia de Dios. San Juan Casiano, padre de la Iglesia del siglo IV y discípulo de San Juan Crisóstomo, articuló este punto de vista y todos los Padres orientales lo adoptaron. Enseñó que "la gracia divina es necesaria para que el pecador pueda volver a Dios y vivir, pero el hombre debe primero, por sí mismo, desear e intentar elegir y obedecer a Dios", y que "la gracia divina es indispensable para la salvación, pero no tiene que preceder necesariamente a una libre elección humana, porque, a pesar de la debilidad de la volición humana, la voluntad puede tomar la iniciativa hacia Dios".
Algunos cristianos ortodoxos utilizan la parábola de un hombre que se ahoga para ilustrar claramente la enseñanza de la sinergia: Dios desde el barco lanza una cuerda a un hombre que se ahoga, tira de él hacia arriba, salvándole, y el hombre, si quiere salvarse, debe agarrarse fuertemente a la cuerda; explicando tanto que la salvación es un don de Dios y el hombre no puede salvarse a sí mismo, como que el hombre debe co-work (syn-ergo) con Dios en el proceso de salvación.
Fiódor Dostoievski, novelista cristiano ortodoxo ruso, propuso muchos argumentos a favor y en contra del libre albedrío. Argumentos famosos se encuentran en el capítulo "El Gran Inquisidor" de Los hermanos Karamazov, y en su obra Memorias del subsuelo. También desarrolló un argumento según el cual el suicidio, si es irracional, es en realidad una validación del libre albedrío (véase Kirilov en la novela Demonios). En cuanto al argumento presentado en la sección "La rebelión" de Los hermanos Karamazov de que el sufrimiento de los inocentes no valía el precio del libre albedrío, Dostoievski parece proponer la idea de la apocatástasis (o reconciliación universal) como una posible solución racional.
Enseñanza católica romana
Al ilustrar que la parte humana en la salvación (representada por el agarre de la cuerda) debe ir precedida y acompañada por la gracia (representada por el lanzamiento y el estiramiento de la cuerda), la imagen del hombre que se ahoga agarrado a la cuerda lanzada y estirada por su salvador se corresponde estrechamente con la enseñanza católica romana, que sostiene que Dios, que "nos destinó por amor a ser sus hijos" y "a ser conformes a la imagen de su Hijo", incluye en su plan eterno de "predestinación" la respuesta libre de cada persona a su gracia.
La Iglesia Católica Romana sostiene la enseñanza de que "por el libre albedrío, (la persona humana) es capaz de orientarse hacia su verdadero bien... el hombre está dotado de libertad, manifestación sobresaliente de la imagen divina'". El hombre tiene libre albedrío para aceptar o rechazar la gracia de Dios, de modo que para la salvación "hay una especie de interacción, o sinergia, entre la libertad humana y la gracia divina". "La justificación establece la cooperación entre la gracia de Dios y la libertad del hombre. Por parte del hombre se expresa en el asentimiento de la fe a la Palabra de Dios, que le invita a la conversión, y en la cooperación de la caridad con el impulso del Espíritu Santo, que precede y conserva su asentimiento: 'Cuando Dios toca el corazón del hombre mediante la iluminación del Espíritu Santo, el hombre mismo no está inactivo mientras recibe esa inspiración, ya que podría rechazarla; y sin embargo, sin la gracia de Dios, no puede por su propia voluntad moverse hacia la justicia ante los ojos de Dios' (Concilio de Trento)".
Dios ha elegido libremente asociar al hombre a la obra de su gracia. la acción paternal de Dios se produce primero por propia iniciativa, y después sigue la libre actuación del hombre mediante su colaboración. Para los católicos romanos, por tanto, la cooperación humana con la gracia es esencial. Cuando Dios establece su plan eterno de "predestinación", incluye en él la respuesta libre de cada persona a su gracia, ya sea positiva o negativa: "En esta ciudad, en efecto, tanto Herodes como Poncio Pilato, con los gentiles y los pueblos de Israel, se reunieron contra tu santo siervo Jesús, a quien ungiste, para hacer lo que tu mano y tu plan habían predestinado que sucediera" (4:27-28).
La iniciativa parte de Dios, pero exige una respuesta libre del hombre: "Dios ha elegido libremente asociar al hombre a la obra de su gracia. la acción paterna de Dios es primero por iniciativa propia, y luego sigue la actuación libre del hombre mediante su colaboración" "Puesto que la iniciativa pertenece a Dios en el orden de la gracia, nadie puede merecer la gracia inicial del perdón y de la justificación, al comienzo de la conversión. Movidos por el Espíritu Santo y por la caridad, podemos entonces merecer para nosotros y para los demás las gracias necesarias para nuestra santificación, para el aumento de la gracia y de la caridad, y para alcanzar la vida eterna."
Crítica ortodoxa a la teología católica romana
El teólogo ortodoxo Vladimir Lossky ha afirmado que la enseñanza de Juan Casiano, que en Oriente es considerado un testigo de la Tradición, pero que "fue incapaz de hacerse entender correctamente", "fue interpretada, en el plano racional, como un semipelagianismo, y fue condenada en Occidente".
Allí donde la Iglesia católica romana defiende el concepto de fe y libre albedrío, éstos son cuestionados en Oriente por las conclusiones del Segundo Concilio de Orange. Este concilio no es aceptado por las iglesias orientales y también se rechaza el uso que hace la Iglesia Católica Romana  de describir su posición y a San Casiano como semipelagiano.
Aunque la Iglesia Católica Romana enseña explícitamente que "el pecado original no tiene carácter de falta personal en ninguno de los descendientes de Adán", algunos ortodoxos orientales afirman, sin embargo, que el catolicismo romano profesa la enseñanza, que atribuyen a San Agustín, de que todos cargan no sólo con la consecuencia, sino también con la culpa del pecado de Adán.

### Diferencias de opinión entre las Iglesias católica romana y ortodoxa
Varios teólogos católicos romanos identifican a Casiano como maestro de la herejía semipelagiana, condenada por el Concilio de Orange. Aunque los ortodoxos no aplican el término semipelagiano a su teología, critican a los católicos romanos por rechazar a Casiano, al que aceptan como plenamente ortodoxo, y por sostener que el consentimiento humano a la acción justificadora de Dios es en sí mismo un efecto de la gracia, una posición compartida por el teólogo ortodoxo oriental Georgui Florovsky, quien afirma que la Iglesia Ortodoxa Oriental "siempre entendió que Dios inicia, acompaña y completa todo en el proceso de salvación", rechazando en cambio la idea calvinista de la gracia irresistible.
Recientemente, algunos teólogos católicos romanos han argumentado que los escritos de Casiano no deberían considerarse semipelagianos.[cita requerida] Y también estudiosos de otras denominaciones han concluido que el pensamiento de Casiano "no es semipelagiano", y que en cambio enseñaba que "la salvación es, de principio a fin, efecto de la gracia de Dios" y sostenía que "la gracia de Dios, y no el libre albedrío humano, es responsable de 'todo lo que pertenece a la salvación' -incluso la fe".
La Iglesia Ortodoxa sostiene la doctrina de la sinergia (συνεργός, que significa trabajar juntos), que dice que el hombre tiene la libertad de, y debe si quiere salvarse, elegir aceptar y trabajar con la gracia de Dios. Una vez bautizado, la experiencia de su salvación y relación con Dios se denomina theosis. La humanidad tiene libre albedrío para aceptar o rechazar la gracia de Dios. El rechazo de los dones de Dios se llama blasfemia del Espíritu Santo (dones de gracia, fe, vida). El primero que definió esta enseñanza fue Juan Casiano, padre de la Iglesia del siglo IV y alumno de Juan Crisóstomo, y todos los Padres orientales la aceptan. Enseñó que "la gracia divina es necesaria para que el pecador pueda volver a Dios y vivir, pero el hombre debe primero, por sí mismo, desear e intentar elegir y obedecer a Dios", y que "la gracia divina es indispensable para la salvación, pero no tiene que preceder necesariamente a una elección humana libre, porque, a pesar de la debilidad de la volición humana, la voluntad puede tomar la iniciativa hacia Dios.".[cita requerida]
Algunos ortodoxos utilizan el ejemplo de un hombre que se ahoga para ilustrar la enseñanza de la sinergia: Dios desde el barco lanza una cuerda a un hombre que se ahoga, el hombre puede coger la cuerda si quiere salvarse, pero puede decidir no coger la cuerda y perecer por su propia voluntad. Explicando ambos que la salvación es un don de Dios y que el hombre no puede salvarse a sí mismo. Que el hombre debe colaborar (syn-ergo) con Dios en el proceso de salvación.

### Protestante

#### Luteranismo

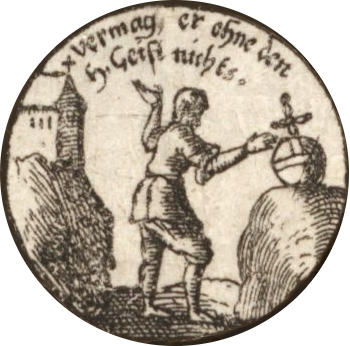
Artículo 18 de la CA: Del libre albedrío

Los luteranos se adhieren al monergismo divino, la enseñanza de que la salvación es obra exclusiva de Dios, y por tanto rechazan la idea de que los seres humanos en su estado caído tengan libre albedrío en lo que respecta a los asuntos espirituales. Los luteranos creen que aunque los seres humanos tienen libre albedrío en cuanto a la justicia civil, no pueden obrar la justicia espiritual sin el Espíritu Santo, ya que la justicia en el corazón no puede obrarse en ausencia del Espíritu Santo. En otras palabras, la humanidad es libre de elegir y actuar en todos los aspectos excepto en la elección de la salvación.
Los luteranos también enseñan que los pecadores, aunque son capaces de hacer obras exteriormente "buenas", no son capaces de hacer obras que satisfagan la justicia de Dios. Todos los pensamientos y actos humanos están infectados de pecado y de motivos pecaminosos. Para el propio Lutero, en su La esclavitud de la voluntad, las personas están dotadas por naturaleza de libre albedrío/libre elección en lo que respecta a "bienes y posesiones" con los que una persona "tiene derecho a usar, actuar y omitir según su libre albedrío". Sin embargo, en las cosas "hacia Dios" que pertenecen a la "salvación o condenación" las personas están en esclavitud "ya sea a la voluntad de Dios, o a la voluntad de Satanás."
Según el estudio de Paul Althaus sobre la teología de Lutero, la infección del pecado en cada pensamiento y acto humano comenzó con la caída de Adán en el pecado, el Pecado Original. La caída de Adán fue un "ejemplo terrible" de lo que hará el "libre albedrío" a menos que Dios lo motive constantemente a un comportamiento virtuoso. La humanidad hereda el pecado de Adán. Así, en nuestra "condición natural", tenemos un deseo innato de pecar porque esa es la persona que somos por nacimiento. Como señaló Lutero, "Adán pecó voluntaria y libremente y de él ha nacido en nosotros una voluntad de pecar de modo que no podemos pecar inocentemente sino sólo voluntariamente."
El controvertido término liberum arbitrium fue traducido como "libre albedrío" por Henry Cole y "libre albedrío" sigue siendo de uso general. Sin embargo, el estudio de Rupp/Watson sobre Lutero y Erasmo eligió "libre albedrío" como traducción y proporcionó una justificación. Lutero utilizó "libre elección" (o "libre albedrío") para denotar el hecho de que los seres humanos actúan "espontáneamente" y con "una voluntad deseosa". También permitió el "Libre Albedrío" como ese "poder" por el cual los humanos "pueden ser atrapados por el Espíritu" de Dios. Sin embargo, deploró el uso del término "Libre Albedrío" porque es demasiado "grandioso, copioso y pleno". Por lo tanto, Lutero sostuvo que la facultad innata de "voluntad" debería ser "llamada con algún otro término".
Aunque nuestras voluntades están en función de nuestros deseos pecaminosos heredados y son esclavos de ellos, Lutero insistió en que pecamos "voluntariamente". Voluntariamente significa que pecamos por nuestra propia voluntad. Queremos hacer lo que deseamos. Mientras deseemos el pecado, nuestra voluntad sólo será libre para el pecado. Esta es la "esclavitud de la voluntad" de Lutero al pecado. La voluntad del pecador "está atada, pero es y sigue siendo su voluntad. Repetida y voluntariamente actúa de acuerdo con ella". Así es, ser liberado del pecado y para la justicia requiere un "renacimiento por la fe." Un renacimiento de la fe da la "verdadera libertad del pecado", que es, escribió Lutero, "una libertad [libertad] para hacer el bien."
Para usar una palabra bíblica importante para Lutero, ser liberado del pecado y para la justicia requiere una metanoia. Para utilizar una palabra bíblica importante para Lutero, ser liberado del pecado y para la justicia requiere una metanoia.Lutero utilizó la imagen de Jesús de los árboles buenos y malos para describir la necesidad de cambiar la persona para cambiar lo que una persona quiere y hace. En la imagen de Jesús, "un árbol bueno no puede dar frutos malos, y un árbol malo no puede dar frutos buenos" (Mateo 7:18). Como el árbol malo que sólo puede producir frutos malos, antes de un renacimiento por la fe, las personas están esclavizadas a los deseos pecaminosos de su corazón. Sólo pueden querer hacer el pecado, aunque "espontáneamente y con una voluntad deseosa".Dada su visión de la condición humana, Lutero llegó a la conclusión de que, sin un renacimiento, el "libre albedrío" que poseen todos los seres humanos "no es libre en absoluto" porque no puede liberarse por sí mismo de su inherente esclavitud al pecado.
Así, Lutero distinguió entre diferentes tipos de libertad: (a) por naturaleza, una libertad para actuar como queramos y (b) por renacimiento a través de la fe, una libertad para actuar rectamente.

##### Dios y la creación
La teología luterana ortodoxa sostiene que Dios hizo el mundo, incluida la humanidad, perfecto, santo y sin pecado. Sin embargo, Adán y Eva eligieron desobedecer a Dios, confiando en su propia fuerza, conocimiento y sabiduría. En consecuencia, las personas cargan con el pecado original, nacen pecadoras y no pueden evitar cometer actos pecaminosos. Para los luteranos, el pecado original es el "pecado principal, raíz y fuente de todos los pecados actuales".
Según los luteranos, Dios preserva su creación, al hacerlo coopera con todo lo que sucede y guía el universo.Aunque Dios coopera tanto con las acciones buenas como con las malas, con las malas sólo lo hace en cuanto acciones, pero no con el mal que hay en ellas. Dios concurre con el efecto de un acto, pero no coopera en la corrupción de un acto ni en la maldad de su efecto. Los luteranos creen que todo existe por el bien de la Iglesia cristiana, y que Dios guía todo para su bienestar y crecimiento.

##### Predestinación
Los luteranos creen que los elegidos están predestinados a la salvación. Los luteranos creen que los cristianos deben tener la seguridad de que se encuentran entre los predestinados. Los luteranos creen que todos los que confían sólo en Jesús pueden estar seguros de su salvación, pues es en la obra de Cristo y en sus promesas en lo que reside su certeza. Según el luteranismo, la esperanza final central del cristiano es "la resurrección de la carne y la vida eterna", como se confiesa en el Credo de los Apóstoles, y no la predestinación. La conversión o regeneración en el sentido estricto del término es la obra de la gracia y el poder divinos por la cual el hombre, nacido de la carne, y vacío de todo poder para pensar,, querer, o hacer cualquier cosa buena, y muerto en el pecado es, por medio del evangelio y el santo bautismo, sacado sacado de un estado de pecado y muerte espiritual bajo la ira de Dios a un estado de vida espiritual de fe y gracia, hecho capaz de querer y hacer lo que es espiritualmente bueno y y, especialmente, llevado a aceptar los beneficios de la redención que es en Cristo Jesús.
Los luteranos están en desacuerdo con aquellos que hacen de la predestinación la fuente de la salvación en lugar del sufrimiento, muerte y resurrección de Cristo. Los luteranos rechazan la doctrina calvinista de la perseverancia de los santos. Al igual que ambos campos calvinistas, los luteranos consideran la obra de la salvación como monergística en el sentido de que "las fuerzas naturales [es decir, corruptas y divinamente no renovadas] del hombre no pueden hacer nada ni ayudar a la salvación". (Formula of Concord: Solid Declaration, art. ii, par. 71 Archivado el 16 de mayo de 2008 en Wayback Machine. Archivado 2008-05-16 en Wayback Machine), y los luteranos van más allá en la misma línea que los defensores de la Gracia Gratuita al decir que el receptor de la gracia salvadora no necesita cooperar con ella. Por lo tanto, los luteranos creen que un verdadero cristiano (es decir, un genuino receptor de la gracia salvadora) puede perder su salvación, "[p]ero la causa no es que Dios no quiera conceder la gracia para la perseverancia a aquellos en quienes ha comenzado la buena obra... [sino que estas personas] se apartan voluntariamente". [sino que estas personas] se apartan voluntariamente...". (Formula of Concord: Solid Declaration, art. xi, par. 42 Archivado el 16 de mayo de 2008 en Wayback Machine. Archivado 2008-05-16 en la Wayback Machine). A diferencia de los calvinistas, los luteranos no creen en la predestinación a la condenación. En cambio, los luteranos enseñan que la condenación eterna es el resultado de los pecados del incrédulo, el rechazo del perdón de los pecados y la incredulidad.

#### Anabaptismo
El movimiento anabaptista se caracterizó por la creencia fundamental en el libre albedrío del hombre. Muchos movimientos anteriores, como los valdenses y otros, también defendían este punto de vista. Las denominaciones actuales que representan este punto de vista incluyen a los menonitas del Viejo Orden, los amish, los menonitas conservadores y los bautistas ucranianos.

#### Calvinismo
Juan Calvino atribuyó "libre albedrío" a todas las personas en el sentido de que actúan "voluntariamente, y no por compulsión". Elaboró su posición permitiendo "que el hombre tiene elección y que está autodeterminada" y que sus acciones provienen de "su propia elección voluntaria."
El libre albedrío que Calvino atribuyó a todas las personas es lo que Mortimer Adler llama la "libertad natural" de la voluntad. Esta libertad de querer lo que uno desea es inherente a todas las personas.
Calvino menospreciaba este tipo de libre albedrío inherente/natural porque, a menos que las personas adquieran la libertad de vivir como deben al ser transformadas, desearán y elegirán voluntariamente pecar. Se dice que el hombre tiene libre albedrío", escribió Calvino, "porque actúa voluntariamente y no por compulsión. Esto es perfectamente cierto: pero ¿por qué un asunto tan insignificante debería haber sido dignificado con un título tan orgulloso?" El fallo en esta libertad inherente/natural de la voluntad es que aunque todas las personas tienen la "facultad de querer," por naturaleza están inevitablemente (y sin embargo voluntariamente sin compulsión) bajo "la esclavitud del pecado."
El tipo de libre albedrío que Calvino estima es lo que Adler llama "libertad adquirida" de la voluntad, la libertad/capacidad de "vivir como [uno] debe". Poseer libre albedrío adquirido requiere un cambio por el cual una persona adquiere el deseo de vivir una vida marcada por cualidades virtuosas. Como Calvino describe el cambio requerido para la libertad adquirida, la voluntad "debe ser totalmente transformada y renovada".
Calvino describe esta transformación como "un corazón nuevo y un espíritu nuevo (Ez. 18:31)". Libera a uno de la "esclavitud del pecado" y permite "la piedad hacia Dios, y el amor hacia los hombres, la santidad general y la pureza de vida."
Los protestantes calvinistas abrazan la idea de la predestinación, es decir, que Dios eligió quién se salvaría y quién no antes de la creación. Citan Efesios 1:4 "Porque él nos eligió en él antes de la creación del mundo para que fuésemos santos y sin mancha delante de él" y también 2:8 "Porque por gracia sois salvos por medio de la fe; y esto no de vosotros, pues es don de Dios." Uno de los más firmes defensores de este punto de vista teológico fue el predicador y teólogo puritano estadounidense Jonathan Edwards.
Edwards creía que el indeterminismo era incompatible con la dependencia individual de Dios y, por tanto, con su soberanía. Razonaba que si las respuestas de los individuos a la gracia de Dios son contracausalmente libres, entonces su salvación depende en parte de ellos y, por tanto, la soberanía de Dios no es "absoluta y universal." El libro de Edwards La libertad de la voluntad defiende el determinismo teológico. En este libro, Edwards intenta demostrar que el libertarismo es incoherente. Por ejemplo, argumenta que por "autodeterminación" el libertario debe entender o bien que las propias acciones, incluidos los propios actos de voluntad, están precedidos por un acto de libre albedrío, o bien que los propios actos de voluntad carecen de causas suficientes. Lo primero conduce a una regresión infinita, mientras que lo segundo implica que los actos de voluntad ocurren accidentalmente y, por lo tanto, no pueden hacer a alguien "mejor o peor, del mismo modo que un árbol es mejor que otros árboles porque a menudo es iluminado por un cisne o un ruiseñor; o una roca más viciosa que otras rocas, porque las serpientes de cascabel se han arrastrado a menudo sobre ella".
Sin embargo, no debe pensarse que este punto de vista niega por completo la libertad de elección. Afirma que el hombre es libre de actuar según su impulso moral y volición más fuertes, que están determinados externamente, pero no es libre de actuar en contra de ellos o de alterarlos. Sus defensores, como John L. Girardeau, creen que la neutralidad moral es imposible; que incluso si fuera posible, y uno estuviera igualmente inclinado hacia las opciones contrarias, no podría hacer ninguna elección; que si uno está inclinado, aunque sea ligeramente, hacia una opción, entonces esa persona elegirá necesariamente esa opción sobre cualquier otra.
Algunos cristianos no calvinistas intentan una reconciliación de los conceptos duales de predestinación y libre albedrío señalando la situación de Dios como Cristo. Al tomar la forma de un hombre, un elemento necesario de este proceso fue que Jesucristo vivió la existencia de un mortal. Cuando Jesús nació, no lo hizo con el poder omnisciente de Dios Creador, sino con la mente de un niño humano; sin embargo, seguía siendo Dios en esencia. El precedente que esto crea es que Dios es capaz de querer el abandono de su conocimiento, o ignorar el conocimiento, sin dejar de ser plenamente Dios. Así, no es inconcebible que, aunque la omnisciencia exija que Dios sepa lo que el futuro depara a los individuos, esté en su mano negar este conocimiento para preservar el libre albedrío individual. Otros teólogos sostienen que el punto de vista calvinista-edwardseano sugiere que si todas las voliciones humanas están predeterminadas por Dios, entonces todas las acciones dictadas por la voluntad caída del hombre satisfacen necesariamente su decreto soberano. Por tanto, es imposible actuar al margen de la voluntad perfecta de Dios, una conclusión que algunos no calvinistas afirman que plantea un grave problema para la ética y la teología moral.
Una de las primeras propuestas para tal reconciliación afirma que Dios, de hecho, no es consciente de los acontecimientos futuros, sino que, al ser eterno, está fuera del tiempo y ve el pasado, el presente y el futuro como una sola creación. En consecuencia, no es como si Dios supiera "de antemano" que Jeffrey Dahmer se convertiría en culpable de homicidio años antes del suceso, por ejemplo, sino que Él era consciente de ello desde toda la eternidad, viendo todo el tiempo como un único presente. Este fue el punto de vista ofrecido por Boecio en el Libro V de La consolación de la filosofía.
El teólogo calvinista Loraine Boettner argumentó que la doctrina de la presciencia divina no escapa a los supuestos problemas de la preordenación divina. Escribió que "lo que Dios conoce de antemano debe ser, en la naturaleza misma del caso, tan fijo y cierto como lo que está predeterminado; y si uno es inconsistente con el libre albedrío del hombre, el otro también lo es. La preordenación hace que los acontecimientos sean ciertos, mientras que la presciencia presupone que son ciertos". Algunos teólogos cristianos, sintiendo la mordedura de este argumento, han optado por limitar la doctrina de la presciencia, si no eliminarla por completo, formando así una nueva escuela de pensamiento, similar al socinianismo y a la teología del proceso, llamada teísmo abierto.

#### Arminianismo
Los cristianos que fueron influenciados por las enseñanzas de Jacobus Arminius (como los metodistas) creen que aunque Dios es omnisciente y siempre sabe qué elecciones hará cada persona, aun así les da la capacidad de elegir o no elegir todo, independientemente de si hay factores internos o externos que contribuyan a esa elección.

Al igual que Juan Calvino, Arminio afirmaba la depravación total, pero Arminio creía que sólo la gracia preveniente permitía a las personas elegir la salvación.:

En cuanto a la gracia y el libre albedrío, esto es lo que enseño según las Escrituras y el consentimiento ortodoxo: El libre albedrío es incapaz de comenzar o perfeccionar cualquier bien verdadero y espiritual, sin la gracia.... Esta gracia [prœvenit] va delante, acompaña y sigue; excita, asiste, opera para que queramos, y coopera para que no queramos en vano.

La gracia preveniente es la gracia divina que precede a la decisión humana. Existe antes y sin referencia a nada que los seres humanos puedan haber hecho. Como los seres humanos están corrompidos por los efectos del pecado, la gracia preveniente permite a las personas usar su libre albedrío dado por Dios para elegir la salvación ofrecida por Dios en Jesucristo o rechazar esa oferta salvífica. La teología metodista así enseña:
Thomas Jay Oord ofrece quizá la teología del libre albedrío más convincente que presupone la gracia preveniente. Lo que él llama "kenosis esencial" dice que Dios actúa preventivamente para dar libertad/agencia a todas las criaturas. Este don procede de la esencia eterna de Dios y, por tanto, es necesario. Dios sigue siendo libre al elegir cómo amar, pero el hecho de que Dios ame y, por tanto, dé libertad/agencia a los demás es una parte necesaria de lo que significa ser divino.

Este punto de vista está respaldado en la Biblia con versículos como Lucas 13:34, NKJV

Oh Jerusalén, Jerusalén, la que mata a los profetas y apedrea a los que le son enviados. Cuántas veces quise reunir a tus hijos, como la gallina reúne a sus polluelos bajo las alas, pero no quisiste!".

Aquí vemos a Jesús lamentándose de que no puede salvar a Jerusalén porque ellos no están dispuestos. Vemos que, aunque Jesús quiere salvar a Jerusalén, respeta su elección de continuar en el pecado a pesar de Su voluntad de que se salven.

#### Comparación de los protestantes
Esta tabla resume tres creencias protestantes clásicas sobre el libre albedrío.
| Juan Calvino | Martín Lutero | Jacobo Arminio |
| --- | --- | --- |
| Para Calvino, la humanidad posee "libre albedrío"" pero está esclavizada al pecado, a menos que sea "transformada". | Para Lutero, la humanidad posee libre albedrío/libre elección en lo que respecta a "bienes y posesiones", pero en lo que respecta a "salvación o condenación" la gente está esclavizada o a Dios o a Satanás". | Para Arminio, la humanidad posee la libertad de la necesidad, pero no la "libertad del pecado", a menos que sea habilitada por la "gracia preveniente". |

### Santos de los Últimos Días
Los Santos de los Últimos Días creen que Dios ha dado a todos los seres humanos el don del albedrío moral. El albedrío moral incluye libre albedrío y agencia. El ejercicio apropiado de la libre elección conduce al objetivo final de regresar a la presencia de Dios. Tener la opción de hacer el bien o el mal era importante, porque Dios quiere una sociedad de cierto tipo: la que cumple las leyes eternas. Antes de que se creara esta Tierra, esta disputa sobre el albedrío llegó al nivel de que hubo una "guerra en el cielo". Lucifer (que no favorecía el albedrío) y sus seguidores fueron expulsados del cielo por rebelarse contra la voluntad de Dios. Muchos líderes mormones también han enseñado que la batalla en el Cielo sobre el albedrío se está llevando a cabo ahora en la Tierra,[cita requerida], donde dictadores, influenciados por Satanás, luchan contra la libertad (o libre albedrío) en gobiernos contrarios a la voluntad de Dios.
Los mormones también creen en una forma limitada de preordenación, no en decretos deterministas e inalterables, sino más bien en llamamientos de Dios para que los individuos lleven a cabo misiones específicas en la mortalidad. Aquellos que son predestinados pueden rechazar la predestinación, ya sea directamente o transgrediendo las leyes de Dios y haciéndose indignos de cumplir la llamada.

### Nueva Iglesia
La Nueva Iglesia, o Swedenborgianismo, enseña que cada persona tiene libertad completa para elegir el cielo o el infierno. Emanuel Swedenborg, en cuyos escritos se basa la Nueva Iglesia, sostenía que si Dios es el amor mismo, las personas deben tener libre albedrío. Si Dios es amor en sí mismo, entonces no desea que nadie sufra daño alguno, por lo que es imposible que predestine a nadie al infierno. Por otro lado, si Dios es el amor mismo, entonces Él debe amar cosas fuera de Sí mismo; y si las personas no tienen la libertad de elegir el mal, son simplemente extensiones de Dios, y Él no puede amarlas como algo fuera de Sí mismo. Además, Swedenborg argumenta que si una persona no tiene libre albedrío para elegir la bondad y la fe, entonces todos los mandamientos de la Biblia de amar a Dios y al prójimo carecen de valor, ya que nadie puede elegir cumplirlos - y es imposible que un Dios que es el amor mismo y la sabiduría misma dé mandamientos imposibles.Iglesia Nueva

## Hinduismo
Como el hinduismo es ante todo un conglomerado de diferentes tradiciones religiosas,  no existe un único punto de vista aceptado sobre el concepto de libre albedrío. Dentro de las escuelas predominantes de la filosofía hindú hay dos opiniones principales. Las escuelas advaita (monistas) suelen creer en un enfoque basado en el destino, y las escuelas dvaita (dualistas) son partidarias de la teoría del libre albedrío. Las interpretaciones de las distintas escuelas se basan en sus concepciones de la naturaleza del Ser supremo (véase Brahman, Paramatma e Íshwara) y de cómo el Yo individual (atma o jiva) dicta o es dictado por el karma dentro de la existencia ilusoria de maya.
Tanto en la escuela dvaita como en la advaita, y también en muchas otras tradiciones del hinduismo, existe una fuerte creencia en el destino  y en que tanto el pasado como el futuro son conocidos, o visibles, por ciertos santos o místicos, así como por el ser supremo (Ishvara) en las tradiciones en las que se venera a Ishvara como un ser omnisciente. En el Bhagavad Gita, el Avatar Krishna dice a Arjuna:
- Conozco todo lo que ha sucedido en el pasado, todo lo que está sucediendo en el presente y todo lo que está por venir.

Sin embargo, esta creencia en el destino no excluye necesariamente la existencia del libre albedrío, ya que en algunos casos se cree que tanto el libre albedrío como el destino existen simultáneamente.
El Bhagavad Gita también afirma:
El Señor Supremo tampoco asume las actividades pecaminosas o piadosas de nadie (Bhagavad Gita 5.15)
De dondequiera que la mente vague debido a su naturaleza vacilante e inestable, uno debe ciertamente retirarla y traerla de vuelta bajo el control del yo (Bhagavad Gita 6.26), indicando que Dios no controla la voluntad de nadie, y que es posible controlar la mente.

### Diferentes enfoques
Las seis escuelas de pensamiento ortodoxas (astika) de la filosofía hindú ofrecen opiniones divergentes: En la Samkhya, por ejemplo, la materia carece de toda libertad, y el Ser carece de toda capacidad para controlar el desarrollo de la materia. La única libertad real (kaivalya) consiste en darse cuenta de la separación última de la materia y el Ser. Para la escuela del Yoga, sólo Ishvara es verdaderamente libre, y su libertad es también distinta de todos los sentimientos, pensamientos, acciones o voluntades, y por tanto no es en absoluto una libertad de la voluntad. La metafísica de las escuelas Nyaya y Vaisheshika sugiere fuertemente una creencia en el determinismo, pero no parece hacer afirmaciones explícitas sobre el determinismo o el libre albedrío.

Una cita de Swami Vivekananda, un vedantista, ofrece un buen ejemplo de la preocupación por el libre albedrío en la tradición hindú.
Por lo tanto, vemos de inmediato que no puede haber tal cosa como el libre albedrío; las propias palabras son una contradicción, porque la voluntad es lo que conocemos, y todo lo que conocemos está dentro de nuestro universo, y todo dentro de nuestro universo está moldeado por condiciones de tiempo, espacio y causalidad. ... Para adquirir la libertad tenemos que ir más allá de las limitaciones de este universo; no se puede encontrar aquí.
Sin embargo, la cita anterior de Vivekananda no puede tomarse como una refutación literal de todo libre albedrío, ya que el maestro de Vivekanda, Ramakrishna Paramahansa solía enseñar que el hombre es como una cabra atada a una estaca - las deudas kármicas y la naturaleza humana lo atan y la cantidad de libre albedrío que tiene es análoga a la cantidad de libertad que permite la cuerda; a medida que uno progresa espiritualmente, la cuerda se hace más larga.

Por otra parte, el mimamsa, el vedanta y las versiones más teístas del hinduismo, como el shaivismo y el vaishnavismo, han subrayado a menudo la importancia del libre albedrío. Por ejemplo, en el Bhagavad Gita se describe a los seres vivos (jivas) como seres de naturaleza superior que tienen la libertad de explotar la naturaleza material inferior (prakrti):
Además de éstas, oh poderoso-armado Arjuna, hay otra energía Mía superior, que comprende a las entidades vivientes que están explotando los recursos de esta naturaleza material inferior. 
La doctrina del Karma en el Hinduismo requiere tanto que paguemos por nuestras acciones en el pasado, como que nuestras acciones en el presente sean lo suficientemente libres como para permitirnos merecer la recompensa o castigo futuro que recibiremos por nuestras acciones presentes. El filósofo advaitin Chandrashekhara Bharati Swaminah lo expresa así:
El destino es karma pasado, el libre albedrío es karma presente. Ambos son realmente uno, es decir, karma, aunque puedan diferir en la cuestión del tiempo. No puede haber conflicto cuando son realmente uno.

EEl destino, como te he dicho, es el resultado del ejercicio pasado de tu libre albedrío. Al ejercer tu libre albedrío en el pasado, provocaste el destino resultante. Al ejercer tu libre albedrío en el presente, quiero que borres tu historial pasado si te perjudica, o que lo amplíes si lo encuentras agradable. En cualquier caso, ya sea para adquirir más felicidad o para reducir la miseria, tienes que ejercer tu libre albedrío en el presente.

## Islam
Las disputas sobre el libre albedrío en el islam comenzaron con las disputas entre mu'tazili y hanbali, en las que los mu'tazili sostenían que los seres humanos tenían qadar,  la capacidad de hacer el bien o el mal, y por tanto merecían la recompensa o el castigo que recibían, mientras que los hanbali insistían en el jabr de Dios, o poder e iniciativa totales en la gestión de todos los acontecimientos. Las escuelas que se desarrollaron en torno a pensadores anteriores como Abu Hanifa y al-Ash'ari buscaron formas de explicar cómo podían afirmarse al mismo tiempo el qadar humano y el jabr divino. Ash'ari desarrolla una explicación de "doble agencia" o "adquisición" del libre albedrío en la que cada acción humana tiene dos agentes distintos. Dios crea la posibilidad de una acción humana con su jabr divino, pero luego el ser humano sigue adelante y "adquiere" el acto, haciéndolo suyo y responsabilizándose de él mediante su qadar humano.

## Judaísmo
La creencia en el libre albedrío (Hebrew: bechirah chofshit בחירה חפשית, bechirah בחירה) es axiomático en el pensamiento judío, y está estrechamente ligado al concepto de recompensa y castigo, basado en la propia Torá: "Yo [Dios] he puesto ante ti la vida y la muerte, la bendición y la maldición: elige, pues, la vida" (Deuteronomio 30:19).
Por lo tanto, el libre albedrío se discute ampliamente en la filosofía judía, en primer lugar en lo que respecta al propósito de Dios en la creación, y en segundo lugar en lo que respecta a la paradoja resultante, estrechamente relacionada. El tema también se trata a menudo en relación con la teología negativa, la simplicidad divina y la Providencia divina, así como con los principios judíos de la fe en general.

### Libre albedrío y creación
Según Maimónides,

Todo hombre tiene libre albedrío. Si desea inclinarse hacia el buen camino y ser justo, tiene el poder de hacerlo; y si desea inclinarse hacia el camino injusto y ser un hombre malvado, también tiene el poder de hacerlo. No deis lugar en vuestras mentes a lo que afirman muchos de los ignorantes: a saber, que el Santo, bendito sea Él, decreta que un hombre desde su nacimiento debe ser justo o malvado. Puesto que el poder de hacer el bien o el mal está en nuestras propias manos, y puesto que todas las acciones malvadas que hemos cometido han sido cometidas con nuestra plena conciencia, nos corresponde volvernos en penitencia y abandonar nuestra mala acción.

### La paradoja del libre albedrío
En la literatura rabínica se discute mucho sobre la aparente contradicción entre la omnisciencia de Dios y el libre albedrío. La opinión representativa es que "Todo está previsto; sin embargo, el libre albedrío es dado" (Pirkei Avot 3:15). Basándose en esta comprensión, el problema se describe formalmente como una paradoja, más allá de nuestra comprensión.

El Santo, Bendito Sea, sabe todo lo que sucederá antes de que haya sucedido. Entonces, ¿sabe Él si una persona en particular será justa o malvada, o no? Si Él lo sabe, entonces será imposible que esa persona no sea justa. Si Él sabe que será justa pero que es posible que sea malvada, entonces Él no conoce todo lo que ha creado. ...[E]l Santo, Bendito Sea, no tiene temperamentos y está fuera de tales reinos, a diferencia de las personas, cuyos yoes y temperamentos son dos cosas separadas. Dios y Sus temperamentos son uno, y la existencia de Dios está más allá de la comprensión del Hombre... [Así] no tenemos la capacidad de comprender cómo el Santo, Bendito Sea, conoce todas las creaciones y acontecimientos. [Sin embargo] sabemos sin duda que la gente hace lo que quiere sin que el Santo, Bendito Sea, les obligue o decrete que lo hagan... Por eso se ha dicho que un hombre es juzgado según todas sus acciones.

La paradoja se explica, pero no se resuelve, observando que Dios existe fuera del tiempo y, por tanto, su conocimiento del futuro es exactamente el mismo que su conocimiento del pasado y del presente. Del mismo modo que su conocimiento del pasado no interfiere con el libre albedrío del hombre, tampoco lo hace su conocimiento del futuro. Esta distinción, entre presciencia y predestinación, es de hecho discutida por Abraham ibn Daud.
Una analogía es la del viaje en el tiempo. El viajero en el tiempo, que ha regresado del futuro, sabe de antemano lo que x hará, pero aunque sabe lo que x hará, ese conocimiento no hace que x lo haga: x tenía libre albedrío, incluso cuando el viajero en el tiempo tenía conocimiento previo. Una objeción a esta analogía -y a la distinción de ibn Daud- es que si x tiene realmente libre albedrío, puede elegir actuar de otro modo cuando se produzca el acontecimiento en cuestión, y por tanto el viajero en el tiempo (o Dios) sólo tiene conocimiento de un acontecimiento posible: incluso habiendo visto el acontecimiento, no hay modo de saber con certeza lo que x hará; véase la opinión de Gersonides más adelante. Además, la presencia del viajero en el tiempo, puede haber tenido algún efecto caótico sobre las circunstancias y la elección de x, ausente cuando el acontecimiento se produce en el presente).
De acuerdo con esto, la enseñanza de Pirkei Avot citada anteriormente, puede leerse como: "Todo es observado (mientras -y no importa dónde- sucede), y (puesto que el actor no es consciente de ser observado) se da el libre albedrío".

### Enfoques alternativos
Aunque el análisis anterior de la paradoja representa la opinión rabínica mayoritaria, hay varios pensadores importantes que resuelven la cuestión excluyendo explícitamente la acción humana de la presciencia divina.
- Tanto Saadia Gaon como Judah ha-Levi sostienen que "las decisiones del hombre preceden al conocimiento de Dios".[50]
- Gersonides sostiene que Dios conoce, de antemano, las opciones abiertas a cada individuo, pero no sabe qué opción tomará el individuo, en su libertad..
- Isaiah Horowitz opina que Dios no puede saber qué opciones morales tomarán las personas, pero que, sin embargo, esto no menoscaba su perfección; es como si las acciones de uno hicieran que se conociera una de las muchas posibilidades que existían entonces, pero sólo una vez elegida.[51]

El rabino Mordejai Yosef Leiner sostiene quizá la opinión más controvertida: aparentemente niega que el hombre tenga libre albedrío y que, en cambio, todo está determinado por Dios.

### Pensamiento cabalístico
La existencia del libre albedrío y la paradoja anterior (tal y como se aborda desde cualquiera de los dos enfoques) están estrechamente relacionadas con el concepto de Tsimtsum. Tzimtzum implica la idea de que Dios "constriñó" su esencia infinita para permitir la existencia de un "espacio conceptual" en el que pudiera existir un mundo finito e independiente. Esta "constricción" hizo posible el libre albedrío y, por tanto, la posibilidad de ganarse el Mundo Venidero.
Además, según el primer enfoque, se entiende que la paradoja del libre albedrío y la omnisciencia proporciona un paralelo temporal a la paradoja inherente al Tsimtsum. Al conceder el libre albedrío, Dios ha "constreñido" de algún modo su presciencia, para permitir la acción independiente del Hombre; así pues, tiene presciencia y, sin embargo, existe el libre albedrío. En el caso de Tsimtsum, Dios ha "constreñido" su esencia para permitir la existencia independiente del hombre; por tanto, es inmanente y trascendente.